# Rodolfo Gregar
Rodolfo Kregar, conosciuto anche come Rodolfo Gregar (Fiume, 5 marzo 1911 – Busto Arsizio, 7 ottobre 1995), è stato un calciatore italiano, di ruolo centrocampista.
È il fratello di Andrea Gregar e per questo era conosciuto anche come Gregar II.

## Carriera

Gregar II (al centro, primo da destra) nel Perugia del 1933-1934

Con la Pro Patria gioca una partita in Serie A, a Bologna, il 17 novembre 1929 in Bologna-Pro Patria (2-0). Acquistato dalla Fiorentina assieme al fratello Andrea, si trasferisce in Toscana, all'Impruneta, formazione di Seconda Divisione.
Dopo quattro stagioni al Perugia, l'ultima delle quali in Serie B, nel campionato 1934-1935 milita nelle file del Venezia. Disputa quindi sette stagioni con gli istriani della Fiumana, l'ultima delle quali nel torneo cadetto del 1941-1942. Nel 1945 torna poi brevemente a calcare i campi, difendendo i colori della Pro Patria nel Torneo Benefico Lombardo.
Vanta 1 presenza in Serie A, e 38 presenze con 6 gol in Serie B.

## Palmarès

### Club

#### Competizioni nazionali
- Campionato italiano di Serie B: 1

Perugia: 1933-1934 (girone B)
- Serie C: 1

Fiumana: 1940-1941

#### Competizioni regionali
- Prima Divisione: 1

Perugia: 1931-1932 (girone E)